# Melitaea altaica
Melitaea altaica är en fjärilsart som beskrevs av Grum-grshimailo 1893. Melitaea altaica ingår i släktet Melitaea och familjen praktfjärilar. Inga underarter finns listade i Catalogue of Life.